# Rumiñahui (volcà)
El Rumiñahui és un estratovolcà adormit i molt erosionat que s'alça fins als 4.721 msnm. Situat a la serralada dels Andes, 40 km al sud de Quito, Equador, està eclipsat pel seu famós veí Cotopaxi. Té una caldera i la seva darrera erupció va tenir lloc durant el Plistocè.